# Porto Tolle
Porto Tolle es una localidad y comune italiana de la provincia de Rovigo, región de Véneto, con 10.277 habitantes.

## Evolución demográfica
| Gráfica de evolución demográfica de Porto Tolle entre 1861 y 2001 |
|                                                                   |
| Fuente ISTAT - elaboración gráfica de Wikipedia                   |

La ciudad llegó a contar con más de 20.000 habitantes pero tras la gran inundación de noviembre de 1951 en la que el Po arrasó toda la provincia de Rovigo la emigración hacia Milán, Turín e incluso América le llevó a perder el 50% de sus habitantes.